# Smolino
Smolino (in russo Смолино?) è un insediamento operaio della Russia europea centro-orientale, situato nel rajon Volodarskij dell'oblast' di Nižnij Novgorod.